# فروشگاه سامسونگ گلکسی
گلکسی استور (به انگلیسی: Galaxy Store) که به معنای فروشگاه گلکسی است، فروشگاه نرم‌افزار موبایل و تلویزیون کاربران سامسونگ است. این فروشگاه برای اولین بار در ژوئن ۲۰۱۰ افتتاح شد. پس از ۱۰ ماه، ۱۰۰ میلیون بار از این فروشگاه دانلود شد.
شرکت سامسونگ در سال ۱۳۹۸ با ارسال یک پیام خبر متوقف شدن سرویس های پرداختی در ایران را به کاربران خود داد:
از تاریخ ۲۵ فوریه ۲۰۲۰ مصادف با ۶ اسفند ۹۸ فروشگاه گلکسی (یا همان Galaxy Store) دیگر قادر نخواهد بود به مصرف کنندگان در ایران امکان خرید برنامه یا محتوای برنامه ها را بدهد. لطفا توجه کنید که مصرف کنندگان در ایران همچنان قادر خواهند بود که برنامه های مجانی را دانلود کنند. ما از بابت هرگونه مزاحمت ایجاد شده صمیمانه پوزش میطلبیم. از شما سپاسگزاریم.